# 黄岡市

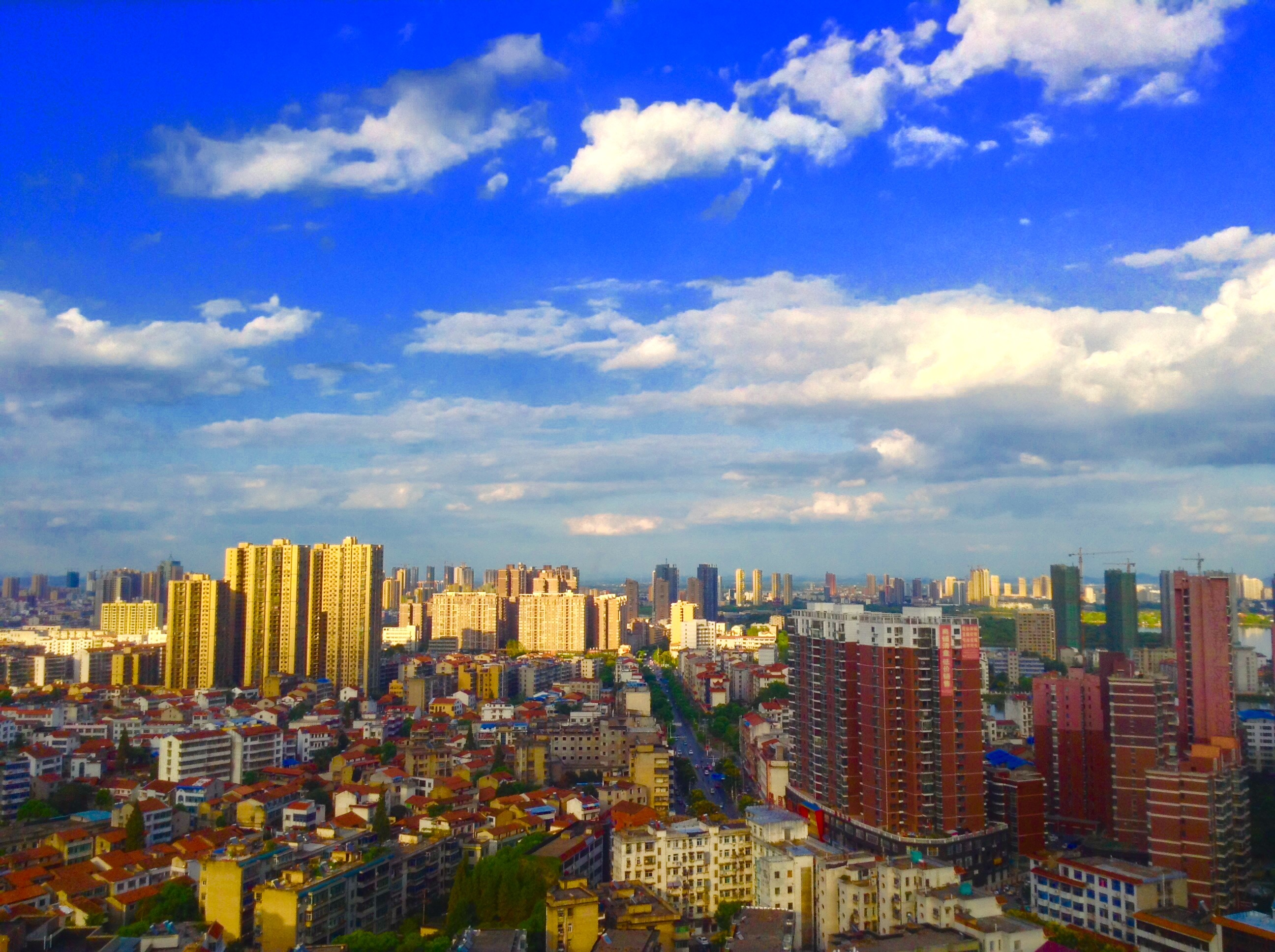
黄岡のスカイライン

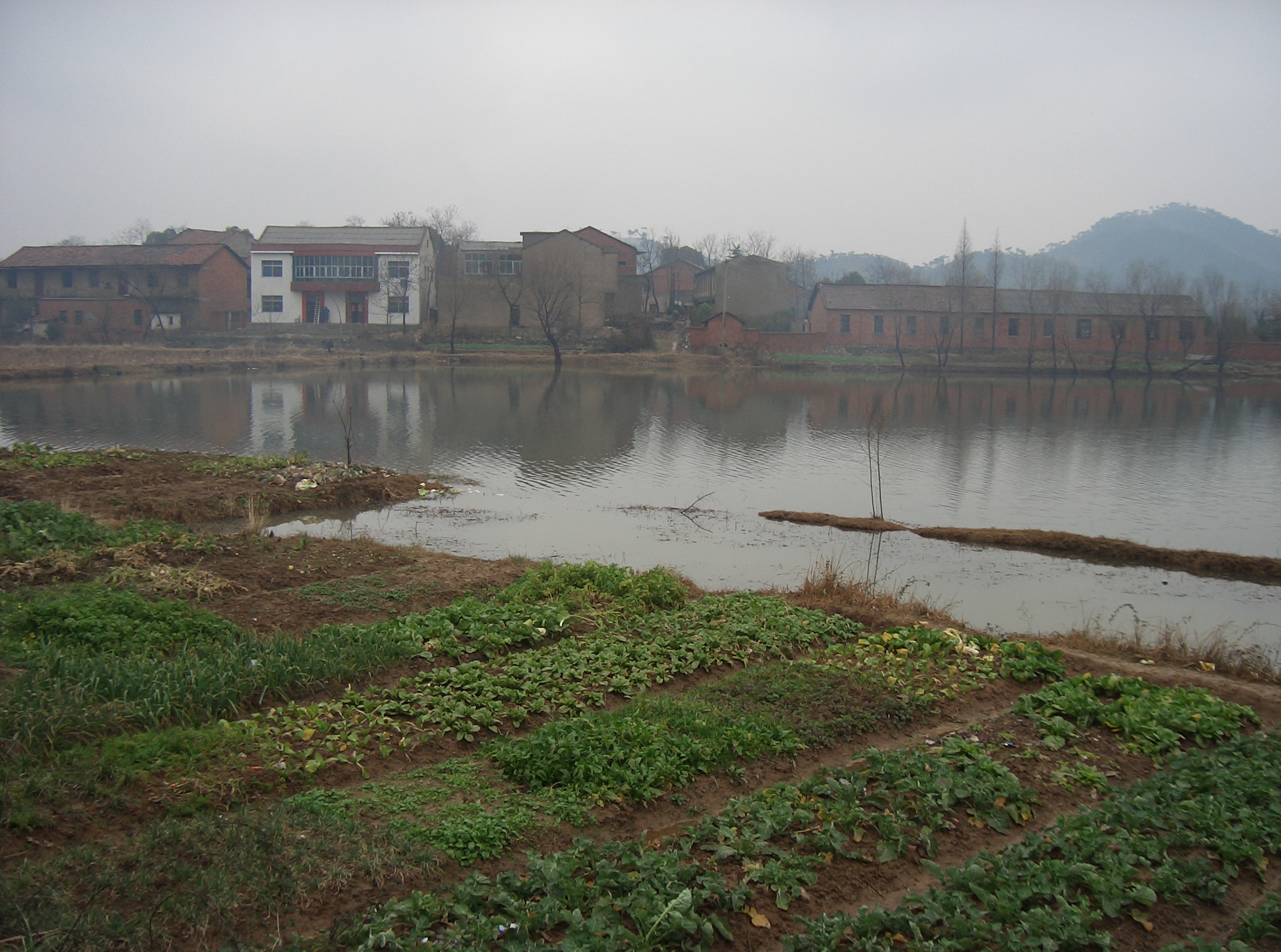
蘄春県の田園風景

黄岡市（こうこう-し）は、中華人民共和国湖北省に位置する地級市。北宋時代、蘇東坡が左遷され『赤壁賦』などの詩文を創作した。また慧遠が滞在し、李賀もここで思考を深め詩を作った。

## 地理
湖北省の東部に位置し、孝感市、武漢市、鄂州市、黄石市、河南省、安徽省、江西省に接する。大別山脈の南麓、長江中流域、北岸に位置する。
2018年に市内にある大別山脈の一部はユネスコ世界ジオパークに指定される。

## 歴史
前211年、秦朝による郡県制の施行にともない、市域は当初南郡及び九江郡に、後に衡山郡の管轄地域とされた。
秦末漢初には項羽により衡山国（国都は邾城）が設置されたが、前203年、漢朝は衡山郡を再置している。前121年（元狩2年）、衡山郡及び南郡の14県に新たに江夏郡（郡治は西陵）を設置、現在の黄州、蘄春は江夏郡、黄梅、武穴は廬江郡の管轄とされた。47年（建武23年）、後漢により蘄春侯国が一時設置された。208年（建安13年）、江夏郡を分割し蘄春郡（郡治は蘄春）が新設され、現在の蘄春、黄梅、黄州を管轄していた。
三国時代では魏の勢力下に置かれ弋陽郡及び蘄春郡が設置された。280年（太康元年）、晋朝は蘄春郡を廃止、その地域を武昌郡に移管し、翌年には尋陽県を廬江郡に、西陵県、邾県、蘄春県が弋陽郡に移管されている。306年（永嘉3年）、西陽国の新設にともない西陵、邾県、蘄春の3県が移管されている。
永嘉年間に発生した内乱では北方から多くの移民が移住している。329年（咸和4年）、西陽国司馬が誅滅させられると西陽郡が新設され西陽県、邾県、西陵県、蘄春県を管轄している。378年（太元3年）には南新蔡郡が設置されている。454年（孝建元年）には西陽郡は郢州の464年（大明8年）には新蔡郡は江州の管轄とされた。南朝斉の時代になると斉安郡及び安蛮左郡が、486年（永明4年）斉昌郡が設置されている。北朝による支配が行われた後も南朝の行政区画が基本的に踏襲された。
隋朝による中国統一が達成されると州郡制を改め州県制が実施された。585年（開皇5年）、市域には黄州総管府及び蘄州総管府が設置された。589年（開皇9年）には両府は州に改編、更に607年（大業3年）、州制の廃止に伴い黄州は永安郡に、蘄州は蘄春郡と改編された。
唐朝が成立すると、620年（武徳3年）に永安郡は黄州と改称され総管府（624年に都督府と改称）を設置、黄岡県、堡城県、陽城県を管轄、翌年には蘄春郡を蘄州に改編し蘄春県、蘭渓県、永寧県を管轄した。724年（天宝元年）に黄州を斉安郡、蘄州を蘄春郡としたが、758年（乾元元年）に再び州が設置され淮南道に属した。
宋代は黄州及び蘄州、元代は黄州路及び蘄州路、明清代は黄州府及び蘄州府と基本的に唐制が清末まで踏襲された。
中華民国が成立すると1912年（民国元年）、黄州府は廃止となり、蘄州は蘄春県と改称、黄徳道（後に鄂東道、江漢道と改称）の管轄とされた。1926年（民国15年）の道制廃止に伴い省直轄とされたが、1932年（民国21年）の行政督察区制度施行に伴い市域は第3、第4行政督察区の管轄とされた。この時期の行政区の詳細については湖北省 (中華民国)を参照。
中国共産党がこの地での党組織確立に1922年（民国11年）より着手、1927年（民国16年）には黄安県農民政府を樹立、その後黄安県は紅安県に改称、更に麻城県、黄岡県、蘄春県、広済県、黄梅県ソビエト政府が樹立された。日中戦争が勃発すると1941年（民国30年）に黄岡県抗日民主政府が豫鄂辺区行政公署の管轄下に設置されている。戦後の国共内戦では市域には鄂豫行署第4、第5専署が設置され、第4専署は黄岡県、新洲県、麻西県、麻東県、浠水県、羅田県を、第5専署は蘄南県、蘄北県、広済県、黄梅県、英山県を管轄した。1949年（民国38年）5月、第4、第5専署が合併し黄岡行政区専公署が成立、翌月に黄岡区行政公署と改称され、黄岡、麻城（麻東、麻西が合併）、羅田、英山、浠水、蘄春（蘄南、蘄北が合併）、広済、黄梅の8県を管轄した。
中華人民共和国成立後、1951年5月、黄岡区行政公署は黄岡専員公署と改称、湖北省人民政府の出先機関とされた。文化大革命が始まると1968年1月に黄岡地区革命委員会が設置されたが、1978年11月に廃止され黄岡地区行政公署が設置されている。1995年12月23日、黄州地区と県級市の黄岡市が廃止となり地級市の黄岡市が設置された。

## 行政区画
1市轄区・2県級市・7県を管轄下に置く。
- 市轄区：
  - 黄州区
- 県級市：
  - 麻城市・武穴市
- 県：
  - 紅安県・羅田県・浠水県・蘄春県・黄梅県・英山県・団風県

| 黄岡市の地図                                                          |
| --------------------------------------------------------------------- |
| 黄州区 団風県 紅安県 羅田県 英山県 浠水県 蘄春県 黄梅県 麻城市 武穴市 |

### 年表
この節の出典

#### 黄岡地区
- 1949年10月1日 - 中華人民共和国湖北省黄岡専区が成立。黄岡県・浠水県・麻城県・蘄春県・広済県・黄梅県・英山県・羅田県が発足。(8県)
- 1951年8月2日 - 広済県の一部が分立し、武穴鎮が発足。(8県1鎮)
- 1952年1月7日 - 大冶専区大冶県・陽新県・鄂城県を編入。(11県1鎮)
- 1952年9月1日 - 孝感専区黄安県を編入。(12県1鎮)
  - 黄安県が紅安県に改称。
- 1952年9月17日 (14県1鎮)
  - 麻城県・黄岡県・羅田県の各一部が合併し、兵堡県が発足。
  - 黄岡県の一部が分立し、新洲県が発足。
- 1952年11月30日 - 兵堡県が勝利県に改称。(14県1鎮)
- 1953年9月19日 - 武穴鎮が広済県に編入。(14県)
- 1955年2月15日 - 勝利県が麻城県・羅田県に分割編入。(13県)
- 1956年7月20日 - 陽新県の一部が江西省九江専区瑞昌県に編入。(13県)
- 1959年2月24日 - 大冶県が黄石市に編入。(12県)
- 1960年11月17日 - 鄂城県が市制施行し、鄂城市となる。(1市11県)
- 1961年12月15日 - 鄂城市が県制施行し、鄂城県となる。(12県)
- 1965年7月19日 - 陽新県・鄂城県が咸寧専区に編入。(10県)
- 1970年 - 黄岡専区が黄岡地区に改称。(10県)
- 1979年12月19日 - 咸寧地区鄂城市・鄂城県を編入。(1市11県)
- 1983年8月19日 (9県)
  - 鄂城市および鄂城県・黄岡県の各一部が合併し、地級市の鄂州市となる。
  - 新洲県が武漢市に編入。
  - 鄂城県の残部が武漢市洪山区、黄石市黄石港区に分割編入。
- 1984年3月23日 - 安徽省六安地区金寨県の一部が羅田県に編入。(9県)
- 1986年5月27日 - 麻城県が市制施行し、麻城市となる。(1市8県)
- 1987年2月27日 - 鄂州市黄州区が黄岡県に編入。(1市8県)
- 1987年10月23日 - 広済県が市制施行し、武穴市となる。(2市7県)
- 1990年12月26日 - 黄岡県が市制施行し、黄州市となる。(3市6県)
- 1995年12月23日 - 黄岡地区が地級市の黄岡市に昇格。

#### 黄岡市
- 1995年12月23日 - 黄岡地区が地級市の黄岡市に昇格。(1区2市7県)
  - 黄州市が分割され、黄州区・団風県が発足。

## 交通
- 京九線